# Michele Alagna Foderá
Michele Alagna Foderá SDB (* 23. Januar 1913 in Marsala; † 11. Januar 2002) war ein italienischer Ordensgeistlicher und römisch-katholischer Bischof von São Gabriel da Cachoeira in Brasilien. 

## Leben
Michele Alagna Foderá trat der Ordensgemeinschaft der Salesianer Don Boscos bei und empfing am 8. Dezember 1942 die Priesterweihe.
Papst Paul VI. ernannte ihn am 13. Juni 1967 zum Prälaten von Rio Negro und Titularbischof von Furnos Maior. Der Apostolische Nuntius in Brasilien, Erzbischof Sebastiano Baggio, spendete ihm am 24. August desselben Jahres die Bischofsweihe; Mitkonsekratoren waren Orlando Chaves SDB, Erzbischof von Cuiabá, und Ladislau Paz SDB, Bischof von Corumbá.
Am 26. Mai 1978 verzichtete er im Zuge der neuen Vergaberichtlinien der römischen Kurie auf seinen Titularbischofssitz. Papst Johannes Paul II. erhob die Territorialprälatur am 30. Oktober 1980 in den Rang einer Diözese und ernannte Michele Alagna Foderá am 5. März 1981 zum ersten Bischof von Rio Negro. Noch im selben Jahr wurde das Bistum in São Gabriel da Cachoeira umbenannt. Am 27. Februar 1988 nahm Papst Johannes Paul II. seinen altersbedingten Rücktritt an.